# Nowiny (powiat sztumski)
Nowiny – wieś w Polsce, w województwie pomorskim, w powiecie sztumskim, w gminie Dzierzgoń, przy trasie drogi wojewódzkiej nr 515.
W latach 1975–1998 miejscowość położona była w województwie elbląskim.
W 1611 połączono funkcję wojewody malborskiego i starosty dzierzgońskiego, pełniący połączoną funkcję rezydowali w majątku ulokowanym w Nowinach.

## Zabytki
Według rejestru zabytków NID na listę zabytków wpisany jest zespół pałacowy, XVIII-XIX w.:
- pałac, nr rej.: A-1502 z 27.12.1994
- park, nr rej.: A-920 z 20.07.1978

Późnobarokowy pałac pochodzi z II połowy XVIII wieku, jest to budynek piętrowy ozdobiony lukarnami w mansardowym dachu i pilastrami tworzącymi na fasadzie nieznaczny ryzalit, który jest zamknięty frontonem. W parku dworskim kolekcja zabytkowych maszyn rolniczych.